# Фольмар, Георг
Георг фон Фольмар (нем. Georg von Vollmar, полное имя нем. Georg Ritter von Vollmar auf Veldheim; 7 марта 1850, Мюнхен, Германская империя — 30 июня 1922, Урфельд-ам-Вальхензе, ныне часть Кохель-ам-Зе, Бавария, Веймарская республика) — немецкий политик, первый председатель баварского отделения Социал-демократической партии Германии.

## Биография
Фольмар происходит из старого дворянского рода госслужащих. Ранее детство провёл на родине своей матери, в городе Мисбах, там же был крещён. Учился в гимназии Святого Стефана в городе Аугсбург, где получил строгое католическое воспитание. В 1865 году он выбрал военную карьеру, в 1868 служил легионером в Папской области. В 1869 году работал телеграфистом при железной дороге. Во время Франко-прусской войны ему было отказано в должности офицера и он поступил на службу в железнодорожное управление. Во время войны был ранен во французском городе Блуа, в 1871 получил пенсию по инвалидности и был уволен с госслужбы.
В послевоенные годы занимался политикой, философией и литературой. С 1874 года жил в городе Плауэн, где познакомился с идеями социализма. В 1877 году стал редактором газеты Дрезденер Фольксботен (нем. Dresdener Volksboten). Был обвинён в оскорблении величества и приговорён к 10 месяцам тюрьмы в исправительном доме замка Остерштайн в Цвиккау.

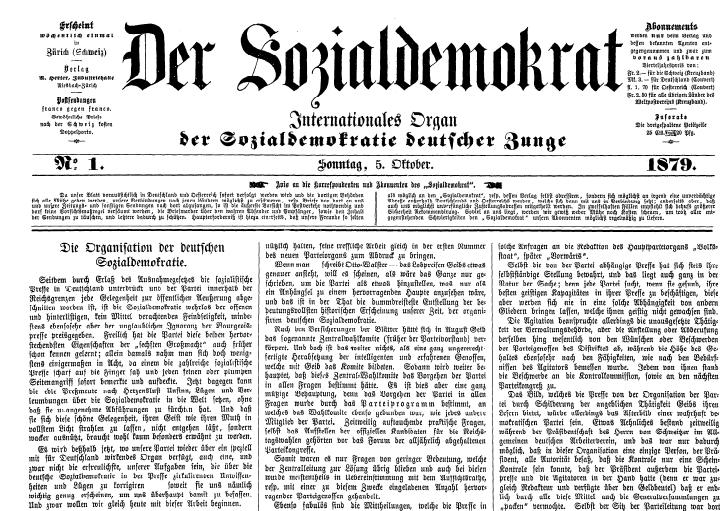
Первое издание газеты «Социал-демократ» (нем. Der Sozialdemokrat)

С 1879 по 1880 Фольмар был главным редактором газеты «Социал-демократ» (нем. Der Sozialdemokrat), которая впервые появилась во времена действия Исключительного закона против социалистов. Фольмар пытался основать центральный штаб социал-демократии в Цюрихе, но в 1881 он был вынужден свернуть эту деятельность. Много раз арестовывался и высылался. Проживал в Берлине, Брюсселе, Люттихе, Париже и Цюрихе.
В это время Фольмар отстаивал идею «государственного социализма».
Линия Фольмера как редактора не соответствовала революционному курсу руководства партии, вследствие чего он вынужден был оставить пост главного редактора.
В 1881 году он представлял саксонский округ Митвайда в рейхстаге. Фольмар был депутатом рейхстага 1881 по 1887 и с 1890 по 1918 , в 1884 году от избирательного округа Мюнхен II с 1883 по 1889 он был также членом Саксонского парламента и с 1893 по 1918 член баварского парламента.
В 90-е годы Фольмар окончательно отходит от революционной линии и до конца своей политической деятельности является представителем реформистского крыла партии. В своём выступлении в мюнхенском кафе «Эльдорадо», первого и шестого июля 1891 он произнёс две речи в которых призывал добиваться экономических и социальных улучшений на основе существующего государства. Фольмар хотел реализовать свои идеи в рамках сотрудничества с либеральными партиями. В своих аргументах он оппонировал к теоретической позиции Августа Бебеля и других. Фольмар заявил также, что «в случае войны в Германии будет только одна партия, и мы, социал-демократы, будем не последними в исполнении долга».
Фольмар сыграл важную роль в создании Национальной ассоциации баварской СДПГ, первый конгресс по 26 Июнь 1892 состоялся в Регенсбурге.
Там Фольмар и Г. Левенштейн выступили с докладом о важности деятельности в баварском парламенте, который был опубликован вместе с предвыборной программой 1893 года в издании «Социал-демократия и выборы в баварский парламент» (Нюрнберг, 1892).
В этой предвыборной программе кроме прочего было выдвинуто следующее требование: «поддержка науки и искусства, неограниченная свобода учить и учиться. Создание закона о школах на следующих принципиальных основах: бесплатность учебных занятий и учебных средств, государство должно взять на себя оплату всего обучения, улучшение работы техникумов через увеличение учебных часов и замены бесполезных воскресных школ действенными программами повышения квалификации. Помощь нуждающимся школьникам за общественный счёт. Освобождение учителей от церковных служб и увеличение их зарплат. Школьные инспекции из представителей общественности».
С 1894 по 1918 Фольмар был председателем баварской СДПГ.
При разработке аграрной программы партии Фольмер защищал интересы зажиточных крестьян, заявляя, что кулачество («гроссбауэры») способно стать опорой социалистического переустройства деревни.
В 1903 он выразил согласие сотрудничать в составе кайзеровского правительства.
С 1885 года Фольмар состоял во втором браке со шведской крупной предпринимательницей Юлией Чельберг (швед. Julia Kjellberg). По большей части они жили в её имении Зоинзасс (нем. Soiensaß) в окрестностях Кохель-ам-Зе. Вследствие двух несчастных случае в 1903 и 1910 году Фольмар был прикован к инвалидной коляски и костылям. В 1918 году по состоянию здоровья он был вынужден отказаться от своих мандатов.
Фольмар захоронен в Мюнхене на Лесном кладбище (Waldfriedhof in München/Alter Teil) в могиле № 90-W-11.

## Критика
Взгляды Фольмара критиковали Фридрих Энгельс, Август Бебель, а затем В. И. Ленин.

## Социализм в одной стране
В 1879 г., в статье «Изолированное социалистическое государство», Фольмар выдвинул идею, что победа социализма возможна в отдельной стране. В своё время статья не получила широкого резонанса за отсутствием социалистических государств.
Позднее, во времена дискуссий по вопросу социализма в одной отдельно взятой стране в 1920-х — 1930-х годах имя Фольмара всплыло, как первого автора сказавшего однозначно, что социализм может существовать первоначально в одной стране.
Более того, Фольмар предрёк такие явления, получившее широкое распространение в 20 веке, как «государственный социализм», «монополия внешней торговли».
Троцкий в своей книге «Преданная революция» приводит цитаты из Фольмара, как доказательство того, что закон неравномерного развития капитализма был известен до Ленина, равно как был известен феномен «социализма в одной стране».
Троцкий:

В обоснование разрыва с марксистской традицией интернационализма Сталин имел неосторожность сослаться на то, что Марксу и Энгельсу неизвестен был закон… неравномерного развития капитализма, впервые будто бы открытый Лениным. В каталоге идейных курьезов это утверждение должно, по праву, занять одно из первых мест. Неравномерность развития проходит через всю историю человечества, особенно же через историю капитализма. Молодой русский историк и экономист Солнцев, человек исключительных дарований и нравственных качеств, замученный на смерть в тюрьмах советской бюрократии за принадлежность к левой оппозиции, дал в 1926 г. превосходную теоретическую справку о законе неравномерного развития у Маркса: разумеется, она не могла быть напечатана в Советском Союзе. Под запрет попала также, но по соображениям противоположного порядка, работа давно уже умершего и забытого немецкого социал-демократа Фольмара, который ещё в 1878 г. развивал перспективу «изолированного социалистического государства» — не для России, а для Германии — со ссылкой на неизвестный будто бы до Ленина «закон» неравномерного развития.
«Социализм безусловно предполагает экономически развитые отношения, — писал Георг Фольмар, — и если бы дело ограничилось только ими, он должен был бы быть наиболее могущественным там, где хозяйственное развитие наивысше. Но дело ни в каком случае не обстоит так. Англия несомненно экономически наиболее развитая страна; тем не менее социализм, как мы видим, играет в ней весьма второстепенную роль, тогда как в экономически менее развитой Германии он представляет сейчас уже такую силу, что все старое общество не чувствует себя более прочным»… Ссылаясь на множественность исторических факторов, определяющих ход событий, Фольмар продолжает: «ясно, что при взаимодействии столь многочисленных сил развитие какого бы то ни было общечеловеческого движения не могло и не может быть одинаковым, в отношении времени и формы, хотя бы в двух странах, не говоря уже обо всех… Тому же закону подлежит и социализм… Предположение единовременной победы социализма во всех культурных странах является начисто исключенным, равно как, и по тем же причинам, и предположение, что примеру социалистически организованного государства неизбежно тотчас же последуют остальные цивилизованные государства… Таким образом — заключает Фольмар — мы приходим к изолированному социалистическому государству, относительно которого я, как надеюсь, доказал, что оно является хотя и не единственной возможностью, но наибольшей вероятностью». В этой работе, написанной, когда Ленину было 8 лет, закону неравномерного развития дается гораздо более правильное истолкование, чем то, какое мы находим у советских эпигонов, начиная с осени 1924 года. В этой части своего исследования Фольмар, весьма второстепенный теоретик, только пересказывает мысли того самого Энгельса, которому будто бы оставался «неизвестен» закон неравномерности развития капитализма.
«Изолированное социалистическое государство» из исторической гипотезы стало фактом, правда, не в Германии, а в России. Но факт изолированности и есть как раз выражение относительной силы мирового капитализма, относительной слабости социализма. От изолированного «социалистического» государства до социалистического общества, навсегда покончившего с государством, остается большой исторический путь, который как раз и совпадает с путём международной революции.
Беатриса и Сидней Веббы уверяют нас, с своей стороны, что Маркс и Энгельс только потому не верили в возможность построения изолированного социалистического общества, что им не снилось (neither Marx nor Engels had ever dreamt) такое могучее орудие, как монополия внешней торговли. Нельзя без неловкости за престарелых авторов читать эти строки. Огосударствление торговых банков и компаний, железных дорог и торгового флота является такой же необходимой мерой социалистической революции, как и национализация средств производства, в том числе и экспортных отраслей промышленности. Монополия внешней торговли есть не что иное, как сосредоточение в руках государства материальных средств экспорта и импорта. Сказать, что Марксу и Энгельсу «не снилась» монополия внешней торговли, значит сказать, что им не снилась социалистическая революция. В довершение беды в работе того же Фольмара монополия внешней торговли выдвигается, и вполне справедливо, как одно из важнейших орудий «изолированного социалистического государства». Маркс и Энгельс должны были бы, следовательно, узнать об этом секрете от Фольмара, если б сам он не узнал о нём раньше от них.
 — 

## Книги Фольмара
- The Isolated Socialist State (нем. Der isolierte soziale Staat; Zürich, 1880)
- On the next tasks of Social Democracy (нем. Ueber die nächsten Aufgaben der Socialdemokratie; 1891)
- On state socialism (нем. Ueber Staatssocialismus; 1892)
- Reden und Schriften zur Reformpolitik (= Internationale Bibliothek. Bd. 92). Ausgewählt und eingeleitet von Willy Albrecht. J. H. W. Dietz, Berlin u. a. 1977, ISBN 3-8012-1092-8.

## Книги о Фольмаре
- Paul Kampffmeyer: Georg von Vollmar. G. Birk & Co., München 1930.
- Georg Lohmeier «Wer Knecht ist, soll Knecht bleiben!» Die «königlich-bayerischen Sozialdemokraten» Erhard Auer, Ignaz Auer und Georg von Vollmar. Langen Müller, München 2000, ISBN 3-7844-2794-4.
- Georg von Vollmar Papers (1846-) 1857—1922 (-1929). (PDF; 468 kB) International Institute of Social History, Amsterdam 2012.
- Reinhard Jansen: Georg von Vollmar. Eine politische Biographie (= Beiträge zur Geschichte des Parlamentarismus und der politischen Parteien. Bd. 13, ISSN 0522-6643). Droste, Düsseldorf 1958.

## Радио
- Zdenek Zofka, Karin Sommer: Grillenberger, Vollmar und Genossen. Zur Frühgeschichte der SPD in Bayern. Radiosendung vom 9. März 1986, Bayerischer Rundfunk